# حياة (فلم مغربي)
حياة هو فيلم مغربي من إخراج رؤوف الصباحي سنة 2017، و بطولة ثُلّة من الممثلين منهم: إدريس الروخ، عز العرب الكغاط، مالك أخميس، لطيفة أحرار، عبد الرحيم المنياري، أسامة البسطاوي، مريم باكوش، نسرين الراضي.
يتطرق الفيلم لإشكالية الوجود الإنساني في صراعه مع ذاته ومع الآخر وصراعه اليومي لتأمين لقمة العيش له ولعائلته والبحث عن صفاء الذات وخلاصها من اليَومِيّ القاتل الذي يعيشه الإنسان المغربي.

## القصة
تدور أحداث الفيلم في سَفر شبيه بحياة إنسان، له نقطة انطلاق ونقطة وصول، وتتخلّله محطات متتالية وجلسات شبه مغلقة مع شخصيات وعقليات مختلفة في تصوراتها ومواقفها ومرجعياتها الثقافية، إذ يدور الخط السردي للفيلم، على متن حافلة تقطع عدة مدن مغربية، وتحمل على متنها أصنافا من الأشخاص سمحت لهم الرحلة بنسج علاقات متداخلة في ما بينهم، ومكنتهم من الدخول في تبادلات ومشادات بعضها لطيف، وبعضها طريف إلى حد الصدمة، ولكنها تظل عاكسة لما يمكن أن يحدث أثناء الاجتماع البشري داخل الفضاءات الخاصة والعامة.

## جوائز وتشريفات
حصل الفيلم على العديد من الجوائز في عدد من المحافل السينمائية المغربية والدولية، من بينها جائزة أفضل صورة في المهرجان الوطني للفيلم بطنجة، وجائزة أفضل فيلم في الدورة الثامنة لمهرجان الفيلم الأفريقي بهلسنكي بفنلندا، وجائزة «بلاتينيوم ريمي» لأفضل مخرج أجنبي في الدورة 50 لمهرجان «ريمي أوارد» بهيوستن بالولايات المتحدة الأمريكية.

## روابط خارجية
- مقالات تستعمل روابط فنية بلا صلة مع ويكي بيانات